# 대덕군

대덕군의 기

대덕군(大德郡)은 1935년 10월 1일부터 1988년 12월 31일까지 존속하였던 충청남도의 행정 구역이었다. 1935년 대전군 대전읍이 대전부로 승격하면서, 대전군이 대덕군으로 개칭되었다. 대전 도심이 팽창함에 따라 점차 대전시로 편입되다가 1989년 1월 1일에 대전시가 직할시(現 광역시)로 승격하면서 진잠면 남선리를 제외한 전역이 대전직할시로 통폐합되었고, 진잠면 남선리(現 계룡시 신도안면)는 논산군 두마면(現 계룡시)에 편입되었다.
옛 대덕군청은 대전광역시 대덕구 대전로1033번길 20(오정동 500)에 있으며, 현재 대덕구청으로 사용하고 있다.

## 명칭
직전 명칭인 '대전군'과 1914년 이전의 명칭인 '회덕군'을 합쳐 대덕군이라는 명칭이 생겨났다.

## 역사
- 1940년 11월 1일 : 외남면 등이 대전부에 편입되었다.[1] (10면)

| 조선총독부령 제220호                                                  | 조선총독부령 제220호 |
| 구 행정구역                                                           | 신 행정구역          |
| --------------------------------------------------------------------- | -------------------- |
| 유천면 유천리, 과례리, 당대리, 평리, 용두리 일부                      | 대전부 일부          |
| 외남면 홍도리, 가양리, 소제리, 연효리, 산소리, 용방리, 석교리, 중촌리 | 대전부 일부          |
| 외남면 삼정리, 가오리, 호동리, 옥계리, 대성리                         | 산내면 일부          |
- 1963년 1월 1일 : 유천면 일원 등이 대전시에 편입되었다.[2] (9면)

| 법률 제1175호                         |             |
| 구 행정구역                           | 신 행정구역 |
| 유천면 일원                           | 대전시 일부 |
| 회덕면 대화리, 오정리, 용전리         | 대전시 일부 |
| 산내면 옥계리, 가오리, 삼정리, 호동리 | 대전시 일부 |
- 1973년 7월 1일 : 북면이 신탄진읍으로, 유성면이 유성읍으로 각각 승격하였다.[3] (2읍 7면)
- 1983년 2월 15일 : 유성읍 일원, 구즉면 원촌리·문지리·전민리, 용산리 일부, 탄동면 신성리·가정리·도룡리·장동리·내동리·화암리·덕진리·하기리, 기성면 관저리·도안리·가수원리, 진잠면 내동리·교촌리·대정리·용계리·학하리가 대전시 중구에 편입되고, 회덕면 일원이 동구에 편입되었다.[4] (1읍 6면)
- 1989년 1월 1일 : 진잠면 남선리를 제외한 모든 지역이 대전직할시로 통폐합되었다.[5]진잠면 남선리는 논산군 두마면으로 편입되었다.

| 법률 제4049호 대전직할시설치에관한법률                                       | 법률 제4049호 대전직할시설치에관한법률    |
| 구 행정구역                                                                  | 신 행정구역                               |
| ---------------------------------------------------------------------------- | ----------------------------------------- |
| 동면                                                                         | 대전직할시 동구 일부                      |
| 산내면 낭월리·대별리·이사리·대성리·장척리·소호리·구도리·삼괴리·상소리·하소리 | 대전직할시 동구 일부                      |
| 산내면 무수리·구완리·침산리·목달리·정생리·어남리·금동리                      | 대전직할시 중구 일부                      |
| 기성면                                                                       | 대전직할시 서구 기성동                    |
| 신탄진읍                                                                     | 대전직할시 대덕구 신탄진동                |
| 구즉면                                                                       | 대전직할시 유성구 일부                    |
| 탄동면                                                                       | 대전직할시 유성구 일부                    |
| 진잠면(남선리 제외)                                                          | 대전직할시 유성구 일부                    |
| 진잠면 남선리                                                                | 논산군 두마면 일부 (→ 현 계룡시 신도안면) |